# Nkokoma (vattendrag i Burundi, Kayanza)
Nkokoma är ett vattendrag i Burundi.   Det ligger i provinsen Kayanza, i den centrala delen av landet, 60 km nordost om huvudstaden Bujumbura.
Omgivningarna runt Nkokoma är en mosaik av jordbruksmark och naturlig växtlighet. Runt Nkokoma är det tätbefolkat, med 397 invånare per kvadratkilometer.